# Garrulaxe chauve
Melanocichla calva
Espèce
Synonymes
- Allocotops calvus Sharpe, 1888[1]
- Garrulax calvus (Sharpe, 1888)[1]
- Garrulax lugubris calvus (Sharpe, 1888)[1]

Répartition géographique
Statut de conservation UICN

 LC  : Préoccupation mineure
Le Garrulaxe chauve (Melanocichla calva) est une espèce d'oiseaux de la famille des Timaliidae. Cet oiseau peuple les régions élevées du Nord-Est de Bornéo.

## Systématique
L'espèce Melanocichla calva a été décrite pour la première fois en 1888 par l'ornithologue britannique Richard Bowdler Sharpe (1847-1909) sous le protonyme Allocotops calvus,.

## Description
Dans sa description de 1888, Sharpe indique que cet oiseau mesure environ 26 cm, la femelle étant un peu plus petite que le mâle. Il précise que cet oiseau est appelé par les locaux Rigo-rigo et qu'il s'agit d'une espèce relativement peu commune.

## Étymologie
Son épithète spécifique, du latin calvus, « chauve », fait référence au manque de plumes sur la tête du mâle.

## Publication originale
- (en) R. Bowdler Sharpe, « Further descriptions of new species of birds discovered by Mr. John Whitehead on the Mountain of Kina Balu, Northern Borneo », Ibis, Wiley-Blackwell, vol. 6, no 4,‎ 1888, p. 383–396 (ISSN 1474-919X et 0019-1019, DOI 10.1111/J.1474-919X.1888.TB08495.X, lire en ligne).